# Viridovipera medoensis
Viridovipera medoensis е вид змия от семейство Отровници (Viperidae).

## Разпространение
Видът е разпространен в Индия, Китай (Тибет) и Мианмар.